# Gabrielle Ortiz
Gabrielle „Gabbi” Rae Ortiz (ur. 15 kwietnia 1996 w Racine) – amerykańska koszykarka występująca na pozycji rozgrywającej.
W 2014 została wybrana najlepszą zawodniczką szkół średnich stanu Wisconsin (Wisconsin Miss Basketball przez Wisconsin Basketball Coaches Association). Wybrano ją także trzykrotnie do składu najlepszych zawodniczek stanu. Została liderką strzelczyń wszech czasów swojej drużyny szkolnej (1860 punktów).
11 października 2019 została zawodniczką AZS-u Uniwersytet Gdański. 

## Osiągnięcia
Stan na 27 sierpnia 2020, na podstawie, o ile nie zaznaczono inaczej.
NCAA
- Uczestniczka rozgrywek:
  - II rundy turnieju NCAA (2015–2017)
  - turnieju NCAA (2015–2018)
- Najlepsza pierwszoroczna zawodniczka Big 12 (2015)
- Zaliczona do:
  - I składu:
    - CoSIDA NCAA Division I All-Academic (2018)[2]
    - Academic All-Big 12 (2016–2018)

  - II składu Pac 12 (2018)
  - honorable mention All-Big 12 (2017)

Drużynowe
- Mistrzyni GWBA (2019)[2]

Reprezentacja
- Mistrzyni świata U–19 (2015)[2]